# فیلمی کوتاه درباره کشتن
فیلمی کوتاه درباره کشتن (به لهستانی: Krótki film o zabijaniu) فیلمی لهستانی به کارگردانی کریشتوف کیشلوفسکی محصول سال ۱۹۸۸ است.

## داستان فیلم
پسر جوانی (باکا) بی‌هدف دور شهر می‌گردد. یک راننده تاکسی (تسارس)، اتوموبیلش را تمیز می‌کند. دانشجوئی (گلوبیش) خود را برای امتحانات و اخذ مدرک وکالتش آماده می‌کند. پسر، عکسی قدیمی از یک دختر را می‌دهد تا بزرگ کنند. سپس به نوشگاه یک هتل می‌رود و قهوه می‌خورد. دانشجو نیز در همین نوشگاه درباره امتحاناتش با محبوبه‌اش صحبت می‌کند. راننده تاکسی به دنبال مسافر دور شهر می‌گردد ولی مست‌ها را سوار نمی‌کند چون نمی‌خواهد اتوموبیلش کثیف شود. راننده بیرون هتل نگه می‌دارد. پسر سوار تاکسی می‌شود و به او آدرسی در خارج از شهر را می‌دهد. در آنجا، کنار یک رودخانه، راننده را می‌کشد. در دادگاه، هیأت منصفه رأی خود را صادر می‌کند و وکیل جوان (همان دانشجو) تقاضای تجدید نظر می‌کند. جواب قاضی منفی است. در زندان، مأمور اجرای حکم، وسایل اعدام را بازبینی می‌کند؛ او می‌خواهد کارش بی‌نقص باشد. وکیل با پسر صحبت می‌کند؛ چندین سال قبل یک راننده تراکتور مست، خواهر پسر را زیر گرفته و کشته است. مأمور اجرای حکم کارش را خوب انجام می‌دهد. پسر طبق قانون اعدام می‌شود.

## درباره فیلم
فیلمی دیگر از مجموعه «ده فرمان» کیشلوفسکی: «تو نباید آدم بکشی». سوای جزئیات تکان دهندهٔ فیلم، فیلم‌برداری دانه‌درشت رنگ‌های آبرنگی‌وار سبز و زرد و حاشیهٔ عموماً مبهم کادرها نیز به آن حس و حال خاصی می‌بخشد. فیلمی کوتاه درباره کشتن به سال ۱۹۸۷ جلوی دوربین رفت. زمانی که هنوز موج تغییرات اجتماعی کشورهای اروپای شرقی آغاز نشده بود و تصورناپذیر می‌نمود، بنابراین بدبینی و تلخی حاکم بر فیلم توجیه‌پذیر می‌نماید! آنچه موجب می‌شود این فیلم یک سر و گردن از فیلم‌های مشابه که در مذمت اعدام ساخته شده‌اند (مثل می‌خواهم زنده بمانم! رابرت وایز، ۱۹۵۸) بالاتر قرار بگیرد، برخورد دقیق با مسئله اعدام و بخشیدن بُعد متافیزیکی به آن است.